# 초과근무
초과근무(超過勤務)는 근로자가 통상적으로 정해진 시간 외에 추가로 근무하는 것을 의미한다. 잔업(殘業), 시간외 근무(時間外 勤務)로도 불리며, 특근(特勤), 퇴근 시간이 지나 근무하는 야근(夜勤)과 유사한 의미로 취급되기도 한다. 노동시간은 1920년대 국제 노동 기구에서 1일 8시간, 주당 48시간을 제시하였고, 대한민국에서는 1953년 근로기준법을 제정하여 동일한 규정을 적용하였다.
초과근무는 크게 두 가지로 나뉘는데 하나는 정규 퇴근시간 이후에도 계속 남아서 일을 하는 야근이 있으며 다른 하나는 정규 출근시간 이전에 출근해서 일을 하는 조기출근(早期出勤), 줄여서 조출(早出)이 있다. 과거 통행금지 제도를 실시하던 시절에는 통행금지 시간에 걸렸기 때문에 조기출근은 할 수 없었지만 통행금지 제도가 폐지되자 조기출근이 생겨났다. 조기출근은 심하면 새벽에 기상해서 출근해야 하는 등 사실상 직장인들을 학대하는 행위이다.
실제적인 노동시간은 관습이나 관용, 관련 법률, 고용자와 노동자의 합의에 의해 정해지는데, 각 나라마다 초과근무의 강요를 방지하기 위한 장치가 마련되어 있다. 취업 포털 사이트 사람인에서 20~39세 남녀 2,708명을 대상으로 조사했더니 제일 입사하기 싫은 기업으로 '초과근무 많은 기업'을 꼽았다.
일각에서는 회식을 초과근무와 동일하게 간주하기도 하는데 초과근무가 육체 및 정신노동이라면 회식은 감정노동이기 때문에 둘 다 동일한 노동이라 간주하기도 한다.

## 같이 보기
- 근로기준법
- 노동
- 여가